# Geothelphusa siasiat
Geothelphusa siasiat is een krabbensoort uit de familie van de Potamidae. De wetenschappelijke naam van de soort is voor het eerst geldig gepubliceerd in 2008 door Shih, Naruse & Yeo.